# Cymbidium suavissimum
Cymbidium suavissimum је врста орхидеја из рода Cymbidium и породице Orchidaceae. Природно станиште је Кина (покрајна Јунан и Гуејџоу) и северна Индо-Кина. Нису наведене подврсте у Catalogue of Life.